# Мороз Микола Тихонович
Микола Тихонович Мороз (нар. 1908, селище Ново-Слов'янськ Ізюмського повіту Харківської губернії, тепер у складі міста Слов'янськ Донецької області — 1971?) — радянський діяч органів державної безпеки, депутат Верховної Ради УРСР 3—5-го скликань.

## Біографія
Народився в родині кондуктора залізниці. У 1924 році закінчив школу-семирічку. У листопаді 1924 — червні 1925 р. — робітник-баночник Слов'янського скляного заводу. У червні 1925 — травні 1928 р. — майстер по склу Слов'янського скляного заводу. У червні 1928 — січні 1929 р. — пропагандист транспортного осередку комсомолу у Слов'янську.
У січні 1929 року вступив у ВКП(б).
У січні — травні 1929 р. — пропагандист Олександрівського райкому ЛКСМ України. У червні 1929 — березні 1930 р. — секретар комітету комсомолу керамічного заводу імені Крупської у Слов'янську. У березні — липні 1930 р. — голова районної комісії допомоги партизанам при Слов'янському міськвиконкомі.
У липні 1930 — квітні 1931 р. — студент робітничого факультету, а у травні 1931 — квітні 1933 р. — студент Хіміко-технологічного інституту у Кам'янці-Подільському.
У квітні — липні 1933 р. — секретар президії Кам'янець-Подільського районного виконавчого комітету. У липні — жовтні 1933 р. — уповноважений Кам'янець-Подільського прикордонного загону.
У жовтні 1933 — листопаді 1935 р. — помічник уповноваженого, уповноважений Слов'янського районного відділу ДПУ-НКВС. У листопаді 1935 — жовтні 1936 р. — оперуповноважений Слов'янського міського відділу УНКВС. У жовтні 1936 — серпні 1937 р. — оперуповноважений Сніжнянського районного відділу УНКВС Донецької області. У серпні 1937 — лютому 1938 р. — оперуповноважений Ворошиловградського міського відділу УНКВС Донецької області. У лютому — жовтні 1938 р. — начальник 3-го відділення УДБ Краснолуцького міського відділу УНКВС Ворошиловградської області. 
У листопаді 1938 — квітні 1941 р. — начальник Лисичанського міського та районного відділів УНКВС Ворошиловградської області.
У квітні — серпні 1941 р. — начальник Секретно-політичного відділу УНКДБ Ворошиловградської області. У серпні 1941 — вересні 1942 р. — начальник Контррозвідувального, Економічного відділів УНКВС Ворошиловградської області. У вересні 1942 — червні 1943 р. — начальник відділення УНКВС Комі АРСР. У червні — листопаді 1943 р. — начальник розвідувального відділення УНКДБ Ворошиловградської області. У листопаді 1943 — серпні 1944 р. — начальник 2-го відділу УНКДБ Чернігівської області.
У серпні 1944 — грудні 1948 року — заступник начальника Управління НКДБ-МДБ УРСР по Дрогобицькій області.
15 грудня 1948 — 6 грудня 1951 року — начальник Управління МДБ УРСР по Дрогобицькій області. 
6 грудня 1951 — 4 квітня 1953 року — начальник Управління МДБ УРСР по Ворошиловградській області. 4 квітня 1953 — квітень 1954 року — начальник Управління МВС УРСР по Ворошиловградській області. Квітень —  червень 1954 року — начальник Управління КДБ УРСР по Ворошиловградській області.
У листопаді 1953 року був рекомендований Президією ЦК КПУ на посаду заступника міністра внутрішніх справ Української РСР.
19 червня 1954 — 7 серпня 1959 року — заступник голови Комітету державної безпеки при Раді міністрів Української РСР.
З 1959 року — у відставці в місті Києві. Відповідно до даних краєзнавців із міста Дрогобича, Микола Мороз лікувався в психіатричній лікарні, де й закінчив свій життєвий шлях.

## Звання
- сержант держбезпеки (22.03.1936)
- молодший лейтенант держбезпеки (1.07.1939)
- лейтенант держбезпеки (22.01.1942)
- майор держбезпеки (1943)
- підполковник держбезпеки (8.02.1945)
- полковник держбезпеки
- генерал-майор (9.01.1957)

## Нагороди
- орден Вітчизняної війни 2-го ст. (10.04.1945)
- два ордена Червоного прапора (29.10.1948, 5.11.1954)
- орден «Знак Пошани» (20.09.1943)
- орден Червоної Зірки (25.07.1949)
- три медалі

## Родина
Дружина, Ніна Степанівна (померла в травні 1961 року).